# امباتوسوراترا
امباتوسوراترا (به لاتین: Ambatosoratra) یک سکونتگاه مسکونی در ماداگاسکار است که در آلائوترا-مانگورو واقع شده‌است.

## خصوصیات
امباتوسوراترا ۲۰٬۰۰۰ نفر جمعیت دارد و ۸۰۰ متر بالاتر از سطح دریا واقع شده‌است.